# Вапелло (Айова)
Вапелло (англ. Wapello) — місто (англ. city) в США, в окрузі Луїза штату Айова. Населення — 2084 особи (2020).

## Географія
Вапелло розташоване за координатами 41°10′38″ пн. ш. 91°11′15″ зх. д. / 41.17722° пн. ш. 91.18750° зх. д. (41.177248, -91.187372).  За даними Бюро перепису населення США в 2010 році місто мало площу 3,48 км², з яких 3,35 км² — суходіл та 0,12 км² — водойми.

## Демографія
Згідно з переписом 2010 року, у місті мешкало 2067 осіб у 825 домогосподарствах у складі 544 родин. Густота населення становила 594 особи/км².  Було 889 помешкань (256/км²).
Расовий склад населення:
| - 94,2 % — білих - 0,5 % — чорних або афроамериканців - 0,2 % — корінних американців - 0,1 % — азіатів - 3,4 % — осіб інших рас |

До двох чи більше рас належало 1,5 %. Частка іспаномовних становила 8,2 % від усіх жителів.
За віковим діапазоном населення розподілялося таким чином: 25,5 % — особи молодші 18 років, 56,6 % — особи у віці 18—64 років, 17,9 % — особи у віці 65 років та старші. Медіана віку мешканця становила 40,0 року. На 100 осіб жіночої статі у місті припадало 96,5 чоловіків;  на 100 жінок у віці від 18 років та старших — 92,5 чоловіків також старших 18 років.
Середній дохід на одне домашнє господарство  становив 52 979 доларів США (медіана — 44 112), а середній дохід на одну сім'ю — 60 074 долари (медіана — 54 625). Медіана доходів становила 43 063 долари для чоловіків та 30 982 долари для жінок. За межею бідності перебувало 18,1 % осіб, у тому числі 26,4 % дітей у віці до 18 років та 14,3 % осіб у віці 65 років та старших.
Цивільне працевлаштоване населення становило 909 осіб. Основні галузі зайнятості: освіта, охорона здоров'я та соціальна допомога — 27,4 %, виробництво — 20,6 %, роздрібна торгівля — 11,2 %, транспорт — 7,8 %.